# Tequila Slammer
Tequila Slammer is een  cocktail die voor de helft uit tequila bestaat en voor de helft uit koolzuurhoudende frisdrank. De drank wordt geserveerd in een shotglas (borrelglas).
Voor het slammen wordt het glas beetgepakt, op zo'n manier dat de bovenkant van het shotglaasje wordt afgesloten met de palm van 
de hand. Het glas wordt vervolgens opgetild en op de tafel geslagen. De reden dat dit wordt gedaan is om de smaak van tequila minder sterk te maken.